# 不二建設
不二建設株式会社（ふじけんせつかぶしきがいしゃ）は、日本の建設会社（ゼネコン）。長谷工コーポレーション系列。戦後間もない1946年11月に大阪府大阪市で東畑建築事務所の施工会社として設立され、1952年には東京に進出。その後はマンション工事などを手掛け、バブル期には1,000億円を突破。だが、バブル崩壊などの影響もあり1993年に破綻。その後は三井信託銀行（現在の三井住友信託銀行）の斡旋もあり、再生スポンサーに長谷工コーポレーションが選ばれ、現在に至る。
現在はマンション・住宅、商業施設・オフィス、生産施設など多岐にわたる建築物を手掛けている。

## 沿革
- 1946年（昭和21年）11月 - 東畑建築事務所が施工会社として不二建設を設立。大阪市で創業。
- 1952年（昭和27年）- 東京に進出。
- 1993年（平成5年）- 長谷工グループの一員となる。
- 1995年（平成7年）- 本社を東京都港区芝1丁目3番5号に移転。
- 1998年（平成10年）- 第6期決算 完成工事高 250億4,500円。
- 1999年（平成11年）- 本社を東京都港区芝3丁目5番5号に移転。
- 2000年（平成12年）- ISO9001の認証取得。
- 2001年（平成13年）- 関西支社を大阪市中央区北浜2丁目2番21号 中央三井信託ビルに移転。
- 2006年（平成18年）- 執行役員制度を導入。
- 2008年（平成20年）- 第16期決算 完成工事高 301億4,900万円。
- 2014年（平成26年）- 関西支社を大阪市中央区北浜2丁目2番22号 北浜中央ビルに移転。
- 2016年（平成28年）- 創業70周年。
- 2018年（平成30年）- 第26期決算 完成工事高 335億400万円。
- 2019年（平成31年）- 第27期決算 完成工事高 401億1,100億円。
- 2021年（令和3年） - ISO14001の認証取得。

## 実績
親会社である長谷工コーポレーションと同じく、マンション・住宅、商業ビル・オフィス、生産施設や文化施設などといった建築工事主体であり、長谷工幹事のJV（共同企業体）のサブを務めることが多い。